# 五里镇 (通城县)
五里镇，是中华人民共和国湖北省咸寧市通城县下辖的一个乡镇级行政单位。

## 行政区划
五里镇下辖以下地区：
五里牌社区、何家村、尖山村、锡山村、五里村、磨桥村、陈谷村、墈上村、大坪坳村、程凤村、左港村、季山村、金塘村、湾头村、治全村、相思村和五斗村。